# Psicoterapia e Scienze Umane
Psicoterapia e Scienze Umane è una rivista trimestrale fondata nel 1967 da Pier Francesco Galli nell'ambito del "Gruppo Milanese per lo Sviluppo della Psicoterapia" di Milano, attivo dal 1960.
Dal 1982 è pubblicata dall'editore FrancoAngeli di Milano, e dal 2004 è diretta da Pier Francesco Galli, Marianna Bolko e Paolo Migone (quest'ultimo è direttore responsabile).

## Descrizione
Psicoterapia e Scienze Umane ha permesso un notevole sviluppo della psicoterapia in Italia, rappresentando un punto di vista critico e indipendente sui temi che hanno attraversato il dibattito sulla formazione, sulla teoria della tecnica, sul confronto tra approcci, con una particolare attenzione alla storia delle idee in psicoterapia e alla dimensione interdisciplinare.
Il progetto culturale di Psicoterapia e Scienze Umane è iniziato agli inizi degli anni 1960 quando, a livello editoriale, era già caratterizzato da due iniziative: la collana Feltrinelli "Biblioteca di Psichiatria e di Psicologia Clinica" (fondata da Pier Francesco Galli e Gaetano Benedetti nel 1960, con 87 titoli pubblicati), e la collana Boringhieri “Programma di Psicologia Psichiatria Psicoterapia” (fondata da Pier Francesco Galli nel 1964, con circa 300 titoli a tutt'oggi pubblicati). In seguito sono state fondate altre collane, come la collana Bollati Boringhieri "L'osservazione psicoanalitica" nel 1992 (con 24 titoli), e la collana Einaudi "Tracce dalla psicoanalisi".
Il gruppo di Psicoterapia e Scienze Umane organizzò a partire dal 1962 una serie di seminari e corsi di aggiornamento internazionali . Nella "Giornata di studio del 10 ottobre 1965", parteciparono, tra gli altri, Edoardo Balduzzi, Michael Balint, Franco Basaglia, Gaetano Benedetti, Johannes Cremerius, Dario De Martis, Cornelio Fazio, Pier Francesco Galli, Franco Giberti, Antonio Jaria, Piero Leonardi, Antonino Lo Cascio, Giuseppe Maffei, Mario Moreno, Christian Mueller, Cesare Musatti, Mara Selvini Palazzoli, Giorgio Zanocco.